# Vroisha
Vroisha ou Frodisia (em grego:  Βροΐσια ou Φρόδισι) é uma vila deserta localizada no distrito de Nicósia, Chipre. 
Vroisha era habitada por poucos cipriotas e em sua maioria turco-cipriotas até 1964. Entre março a abril de 1964, a vila teve uma série de conflitos e foi incendiada totalmente assim a mesquita e a escola primária e as casas foram queimadas e a população mudou para outras localidades, e desde então segue inabitável.